# 南娜·梅拉尔德·拉斯穆森
南娜·斯科德博格·梅拉尔德·拉斯穆森（丹麥語：Nanna Skodborg Merrald Rasmussen，1993年10月8日—），丹麦女子马术运动员，2022年世界马术锦标赛团体盛装舞步赛金牌得主、2024年夏季奥林匹克运动会团体盛装舞步赛银牌得主。